# برهان مبرهنة فيرما الأخيرة بالنسبة لحالات خاصة للأس
برهنت مبرهنة فيرما الأخيرة بالنسبة لعدة قيم خاصة للأس.

## n = 4

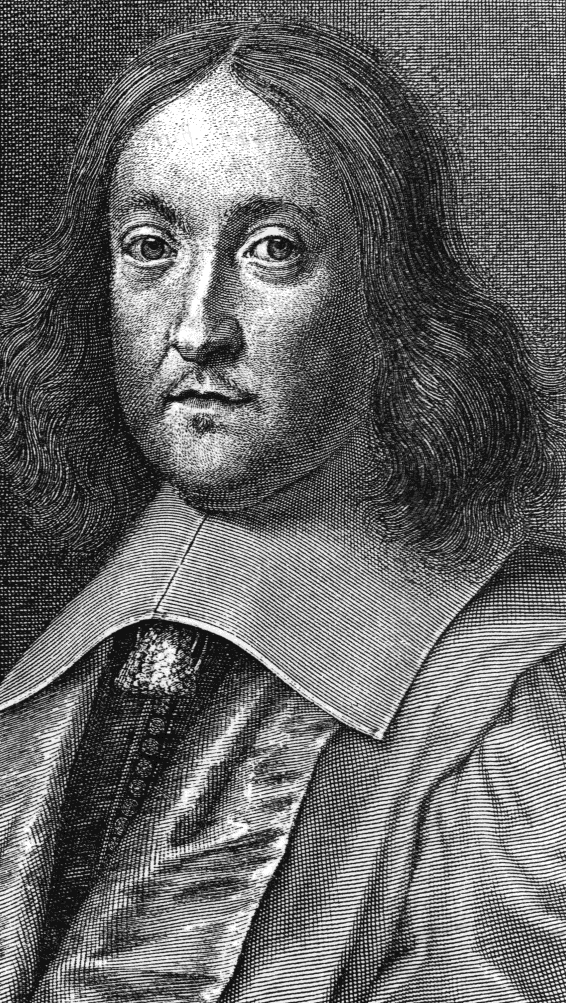
لوحة لبيير دي فيرما.

## n = 3

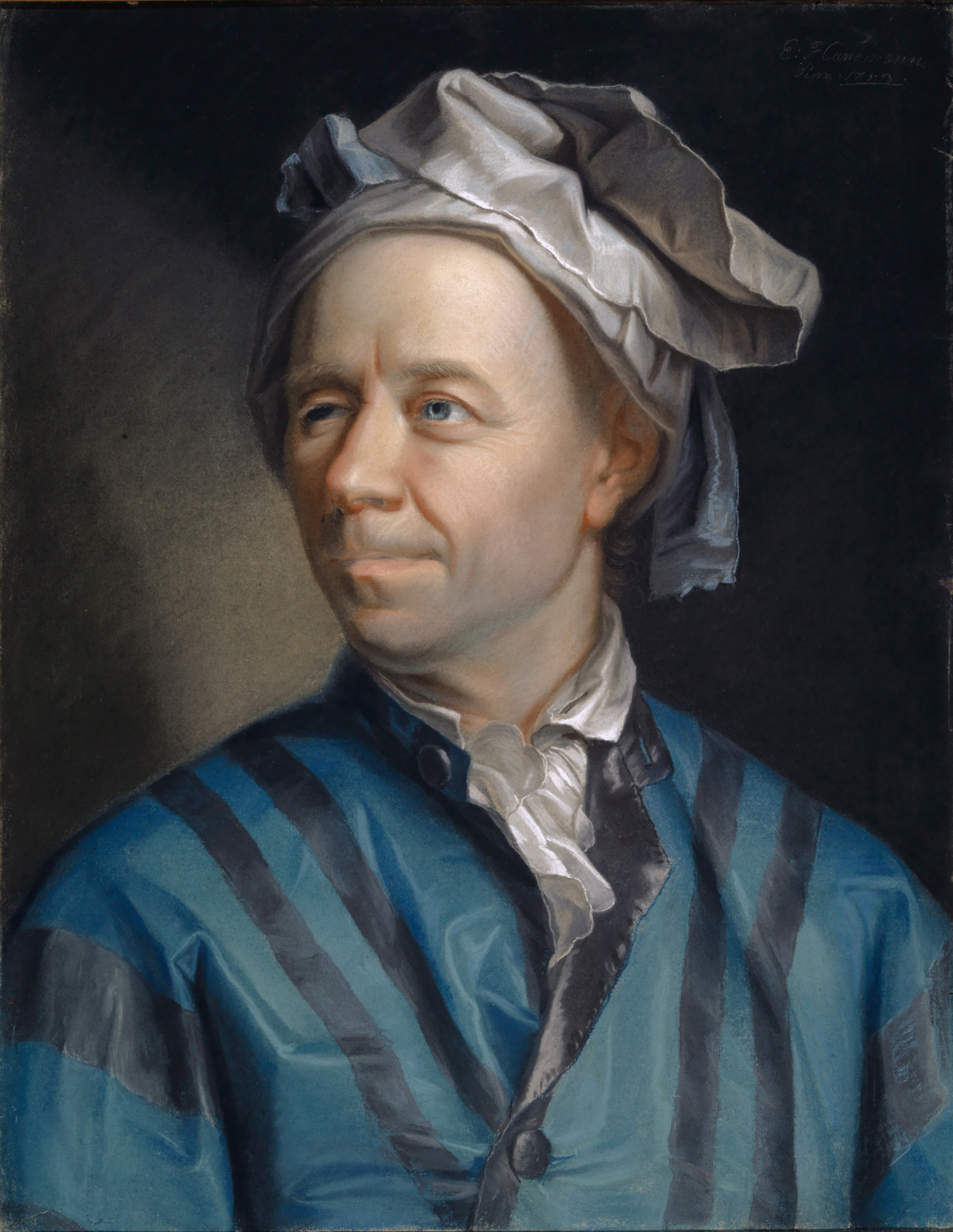
لوحة لليونهارد أويلر رسمت من طرف جاكوب إيمانويل هاندمان.

برهن المبرهنة الأخيرة لفيرما عندما يكون الأس مساويا لثلاثة، عالم الرياضيات ليونهارد أويلر عام 1770. من أجل ذلك، اتبع أويلر نفس طريقة البرهان التي اتبعها فيرما من أجل البرهان على المبرهنة ذاتها عندما يكون الأس مساويا لأربعة. هذه الطريقة تسمى طريقة النزول غير المنتهي.
يفترض البرهان حلحلة (x, y, z) للمعادلة x3 + y3 +  z3 = 0
حيث الأعداد الصحيحة غير المنعدمة x و y و z أولية فيما بينهن مثنى مثنى ولسن كلهن أعدادا موجبة. أحد هذه الأعداد ينبغي أن يكون زوجيا والآخرين فرديين. بدون فقدان للعمومية، يُفترض أن z زوجيا.
بما أن x و y فرديان، فإنهما مختلفان. إذا كانا متساويين، فإن 2x3 = −z3
هذا تناقض لأن هذه المعادلة تعني أن x زوجي.
بما أن كلا هذين العددين فردي فإن مجموعهما والفرق بينهما هما عددان زوجيان.
{\displaystyle 2u=x+y}
{\displaystyle 2v=x-y}
بتعويض x و y بقيمتهما، يحصل على ما يلي:
{\displaystyle -z^{3}=(u+v)^{3}+(u-v)^{3}=2u(u^{2}+3v^{2})}

### برهان للحالة الأولى
في هذه الحالة، فإن عاملي z3 هما عددين أوليين نسبيين. ويعني هذا أن ثلاثة لا تقسم u وأن العاملين عبارة عن مكعبين عددين أصغر، r وs
2u = r3
u2 + 3v2 = s3
بما أن قيمة u2 + 3v 2 هي عدد فردي، وكذلك قيمة s المكافئة. توضح ليمة مهمة أنه إذا كانت s فردية وتتحقق  بالمعادلة التالية s3 = u2 + 3v2، فإننا نستطيع كتابتها باستخدام عددين صحيحين e وf على النحو التالي
s = e2 + 3f2
بحيث أن
u = e ( e2 − 9f2)
v = 3f ( e2 − f2)
وبما أن u وv هما عددين أوليين نسبيين، فإن e وf هما  عددين أوليين نسبيين أيضًا. بما أن u زوجي وv فردي، فإن e زوجي وf فردي. لأن
r3 = 2u = 2e (e − 3f)(e + 3f)
العوامل 2e و(e – 3f) و(e + 3f) هي أعداد أولية نسبية لأن 3 لا تقسم e: إذا كانت e قابلة للقسمة على 3، فإن 3 ستقسم u، مما سيخل بتعريف u وv كأعداد أولية نسبية. ولأن العوامل الثلاثة الموجودة على الجانب الأيمن هي أعداد أولية نسبية، فسيصبح كل عدد مكعب عدد صحيح أصغر منه
−2e = k3
e − 3f = l3
e + 3f = m3
لنصل للحل الصفري التالي k3 + l3 + m3 = 0. لذا باستخدام حجة النزول اللانهائي، نصل لاستحالة تحقق الحل الأصلي (x ،y ، z).

## n = 5

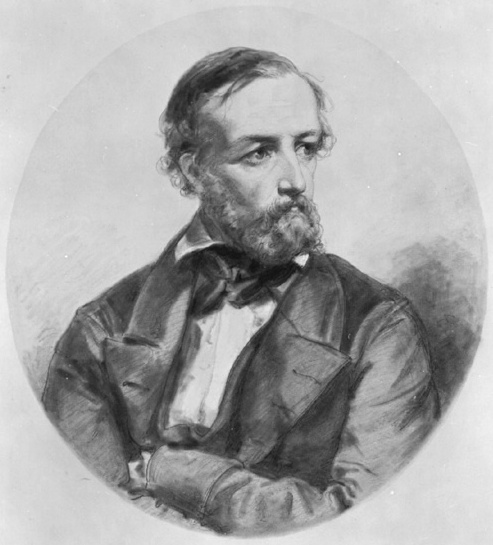
لوحة لديريشلت.

### برهان للحالة الثانية
في هذه الحالة، القاسم المشترك الأكبر لـ 2u وu2 + 3v2 هو 3. مما يعني أن 3 تقسم u، ويمكننا أن نكتب u=3w بدلالة عدد صحيح أصغر w. بما أن u تقبل القسمة على 4، كذا أيضًا w؛ وبالتالي فإن w تكون عددا زوجيا. ونظرًا لأن u وv هما أعداد أولية نسبية، بالتالي v وw هما أعداد أولية نسبية. وبالتالي لا تقبل v القسمة على 3 أو 4.
بالتعويض عن u بـ w في معادلة z3 نحصل على
z3 = 6w (9w2 + 3v2) = 18w (3w2 + v2)−
ولأن v وw هما أعداد أولية نسبية، ولأن v لا تقبل القسمة على 3، فإن 18w و3w2+v2 هي أيضًا أعداد أولية نسبية. ولأن حاصل ضربهم عبارة عن مكعب، فإن كلا منهم يمثل مكعب عدد صحيح أصغر، r وs
18w = r3
3w2 + v2 = s3
باستخدام الليما أعلاه، ولأن s فردية ومكعبها يساوي عددًا على الشكل التالي 3w2 + v2، يمكن أيضًا كتابتها بأستخدام عددين أوليين نسبيين أصغر، e وf على النحو التالي
s = e2 + 3f2
لنصل للشكل التالي
v = e (e2 − 9f2)
w = 3f  (e2 − f2)
ومنه نصل إلى أن e عدد فردي و f عدد زوجي لأن v عدد فردي. وتصبح قيمة 18w على النحو التالي
r3 = 18w = 54f  (e2 − f2) = 54f (e + f) (e − f) = 33×2f (e + f) (e − f).
بما أن 33 تقسم r3 ونعرف أن 3 تقسم r، لذا تكون قيمة (r/3)3 هي عدد صحيح مساوي لـ 2f (e + f) (e − f). بما أن e و f هما عددين أوليين نسبيين، فإن العوامل الثلاثة 2f و e+f و e−f هي أيضا أعداد أولية نسبية؛ لذا فكل عدد منهم هو مكعب لعدد صحيح أصغر، k وl وm.
−2f = k3
e + f = l3
e − f = m3
لنصل للحل الصفري التالي  k3 + l3 + m3 = 0. لذا باستخدام حجة النزول اللانهائي، نصل لاستحالة تحقق الحل الأصلي (x ،y ، z).